# 渾沌
渾沌（こんとん、拼音: húndùn）または渾敦は、中国神話に登場する神または怪物の一つ。
『荘子』においては、目、鼻、耳、口の七孔が無い中央の帝として、「渾沌」の表記で登場する。南海の帝・儵（しゅく）と北海の帝・忽（こつ）は、自分たちを手厚くもてなしてくれた渾沌の恩に報いるため、渾沌の顔に七孔をあけたところ、渾沌は死んでしまったという（『荘子』内篇應帝王篇、第七）。転じて、物事に対して無理に道理をつけることを「渾沌に目口（目鼻）を空ける」と言う。
『山海経』に登場する、体が黄色い袋の様でのっぺらぼうで、脚が六本と四枚の翼が生えた姿をした天山の神帝江（ていこう）と同一視され、これが渾沌神本来の姿とされる。また、帝江が帝鴻（黄帝）と同一と考えられ、上記の『荘子』において「中央の帝」とされることから本来は黄帝と同一の存在だったと考えられている。
一説には明代の神怪小説『封神演義』に登場する鴻鈞道人（こうきんどうじん）は、渾沌氏を神格化したものであるといわれる。
『春秋左氏伝』においては「渾敦」と表記され、帝鴻氏の子であり、四凶の一つとされる。
『神異経』によれば犬のような姿で長い毛が生えており、爪の無い脚は熊に似ている。目があるが見えず、耳もあるが聞こえない。脚はあるのだが、いつも自分の尻尾を咥えてグルグル回っており、空を見ては笑っていたとされる。善人を忌み嫌い、悪人に媚びるという。
この怪物としての渾敦は、神話上の渾沌が歴史化され、上記の帝江のイメージと結合して派生した存在である。